# Gruffydd ap Llywelyn Fawr
Gruffydd ap Llywelyn ap Iorwerth (Gwynedd, 1196 ca. – Torre di Londra, 1º marzo 1244) è stato un nobile gallese figlio primogenito ma illegittimo del Principe del Galles e Re del Gwynedd Llywelyn il Grande; è il padre del Re del Gwynedd Owain il Rosso e dei Principi del Galles Llywelyn l'Ultimo e Dafydd II.
Gruffydd ricevette dal padre il controllo del cantref di Merioneth e il commote di Ardudwy, ma nel 1221 fu rimosso dalla carica per cattiva amministrazione. Nel 1223 il padre gli affida un contingente dell'esercito per affrontare William Marshal che aveva conquistato Aberteivi e Carmathen. Nonostante abbia combattuto per il padre ancora una volta, è probabile che si sia poi ribellato al volere paterno poiché nel 1228 fu imprigionato e così rimase per sei anni. Al suo rilascio nel 1234, ricevette in concessione una grande regione del Galles centrale, in particolare buona parte dei commote di Llŷn, Ceri, Cyfeiliog, Mawddwy, Mochnant e Caereinion.
Quando Llewelyn il Grande era ormai vecchio e paralizzato, la maggior parte delle terre passò a Dafydd, fratellastro di Gruffydd e figlio legittimo di Llewelyn nato dal matrimonio con Giovanna del Galles, figlia illegittima di re Giovanni Senzaterra. Forte della sua legittimità, aveva ottenuto già nel 1238 l'omaggio dai baroni gallesi ed espropriò Gruffydd dei suoi possedimenti eccetto Llŷn. Nel 1239, Dafydd durante una disputa col fratello mediata da Riccardo, vescovo di Bangor, catturò e imprigionò Gruffydd.
Il re Enrico III d'Inghilterra, convinto dal vescovo di Bangor di prendere le difese di Gruffydd con la promessa di un importante tributo, invase il Galles costringendo Dafydd alla resa. Il gallese concesse il fratellastro a Enrico il quale lo inviò a Londra nel 1241. Soggiornò, insieme al figlio Owain e ad altri prigionieri gallesi, confinato alla Torre di Londra; seppur confinato, era trattato in maniera rispettosa. Tuttavia, il 1º marzo 1244 tentò di evadere con una corda fatta di panni ma precipitò e morì rompendosi il collo.
Dal matrimonio di Gruffydd con Senana ferch Caradog, nacquero Owain il Rosso, Gladys, Llywelyn l'Ultimo, Rhodri e Dafydd.